# Voivodato di Suwałki
Il voivodato di Suwałki (in polacco: województwo suwalskie) fu un'unità di divisione amministrativa e governo locale della Polonia negli anni 1975 - 1998. Il voivodato è stato sostituito nel 1999, con la nuova suddivisione in voivodati, dal voivodato della Podlachia e dal voivodato della Varmia-Masuria.
La capitale era Suwałki.

## Principali città (popolazione nel 1995)
- Suwałki (66.200);
- Ełk (55.100);
- Giżycko (30.600);
- Augustów (29.600).